# Go-Ichijo
Go-Ichijo, född 1008, död 1036, var regerande kejsare av Japan mellan 1016 och 1036.